# Aristolochia kaempferi
Aristolochia kaempferi là một loài thực vật có hoa trong họ Aristolochiaceae. Loài này được Willd. mô tả khoa học đầu tiên năm 1805.